# Слободан пад
У класичној механици, слободан пад је свако кретање тела под деловањем силе теже, без почетне брзине, гдје је убрзање које телу саопштава сила теже, једино убрзање које дјелује на то тело. Остале силе као што је сила отпора средине се занемарује. Према другом Њутновом закону, пошто на тело делује само сила теже важи следећа релација:
{\displaystyle m*{\vec {a}}=m{\vec {g}}}
Убрзање које тело има током слободног пада једнако је убрзању силе земљине теже:
{\displaystyle {\vec {a}}={\vec {g}}}
Убрзање силе Земљине теже зависи од географске ширине и надморске висине на којој се тело налази, на географској ширини 45° на нивоу мора износи 9.81 m/s².
Док тело слободно пада оно се креће равномерно убрзано, тако да се његова брзина са временом повећава све док не удари у Земљу.
Објект у техничком смислу термина „слободни пад” не мора нужно да пада у уобичајеном смислу те ријечи. Објект који се креће према горе не би падао, али ако је подложан само гравитационој сили, каже се да је у слободном паду. Мјесец је, дакле, у слободном паду.
У грубо равномјерном гравитационом пољу, у недостатку било које друге силе, гравитација дјелује на сваки дио тијела отприлике једнако, што резултира осјећајем бестежинског стања, стања које се јавља и када је гравитационо поље слабо (као, на примјер, када је далеко од било којег извора гравитације).
Израз „слободан пад” често се користи слободније него у строгом смислу који је изнад дефинисан. Стога се пад кроз атмосферу, без падобрана или уређаја за подизање, често назива слободним падом. Аеродинамичке силе вучења у таквим ситуацијама спречавају их да произведу пуно бестежинско стање, па тако „слободни пад” падобранца, након постизања терминалне брзине, производи осјећај да је тежина тијела подржана улошком ваздуха.

## Историја
У западном свету пре 16. века, генерално се претпостављало да ће брзина падајућег тела бити пропорционална његовој тежини – то јест, очекивало се да ће објекат од 10 kg пасти десет пута брже од иначе идентичног објекта од 1 kg кроз исти медијум. Древни грчки филозоф Аристотел (384–322. п. н. е.) расправљао је о објектима који падају у Физици (Књига VII), једној од најстаријих књига о механици (види Аристотеловска физика). Иако је у 6. веку Јован Филопон оспорио овај аргумент и рекао да ће, посматрањем, две лопте веома различите тежине пасти скоро истом брзином.
У Ираку у 12. веку, Абул-Баракат ал-Багдади је дао објашњење за гравитационо убрзање тела која падају. Према Шлому Пајнсу, ал-Багдадијева теорија кретања била је „најстарија негација Аристотеловог фундаменталног закона динамике [наиме, да константна сила производи једнолико кретање], [и стога је] антиципација на неодређен начин основног закона класичне механике [наиме, да сила која се примењује непрекидно производи убрзање].“

### Галилејев оглед
Сва тела која падају ка површини Земље имају једнако убрзање. Ову тврдњу је први доказао италијански астроном, физичар и математичар, Галилео Галилеј.
Претпоставља се да је до свог открића Галилеј дошао пуштајући тела различитих маса и облика са различитих висина и мерио времена за која су она падала на Земљу. Дошао је до закључка да да сва тела пуштена са исте висине падају на Земљу за исто време, односно да имају исто убрзање без обзира на масу тела.
У време када се Галилеј бавио проучавањем физичких појава није био познат појам вакуума, тако да није сасвим најјаснији начин на који је дошао до својих закључака.

### Њутнова цев
Да би показао да сва тела која слободно падају имају исто убрзање, Исак Њутн је извео оглед са стакленом цеви дугачком један метар, на чијем дну су се налазиле метална куглица и перо.
Када се цев испуњена ваздухом нагло обрне, перо и куглице слободно падају на други крај цеви. Пошто је у цеви ваздух, метална куглица пада брже, зато што сила теже зависи од масе а сила отпора средине од величине тела и његовог облика. Када се из цеви извуче ваздух у њој настаје вакуум, перо и куглица падају истовремено,тј. у истим временским интервалима.

## Примери
Примери објеката у слободном паду укључују:
- Свемирска летелица (у свемиру) са искљученим погоном (нпр. у непрекидној орбити, или на суборбиталној путањи (балистика) која иде горе неколико минута, а затим доле).
- Предмет пао са врха цеви.
- Предмет бачен нагоре или особа која скаче са земље малом брзином (тј. све док је отпор ваздуха занемарљив у поређењу са тежином).

Технички, објекат је у слободном паду чак и када се креће нагоре или тренутно мирује на врху свог кретања. Ако је гравитација једини утицај који делује, онда је убрзање увек наниже и има исту величину за сва тела, обично се означава {\displaystyle g}.
Пошто сви објекти падају истом брзином у одсуству других сила, објекти и људи ће у овим ситуацијама доживети бестежинско стање.
Примери објеката који нису у слободном паду:
- Летење у авиону: постоји и додатна сила подизања.
- Стојање на земљи: гравитационој сили се супротставља нормална сила тла.
- Спуштање на Земљу помоћу падобрана, који балансира силу гравитације са аеродинамичком силом отпора (а код неких падобрана и додатном силом подизања).

Пример падајућег падобранца који још није активирао падобран се не сматра слободним падом из перспективе физике, пошто он доживљава силу отпора која је једнака њиховој тежини када постигну крајњу брзину (види испод).
У близини површине Земље, објекат у слободном паду у вакууму ће убрзати приближно 9,8 m/s2, независно од његове масе. Са отпором ваздуха који делује на објекат који пада, објекат ће на крају достићи крајњу брзину, која је око 53 m/s (190 km/h или 118 mph) за човека падобранца. Крајња брзина зависи од многих фактора укључујући масу, коефицијент отпора и релативну површину и биће постигнута само ако је пад са довољне висине. Типичан падобранац у положају раширеног орла ће достићи крајњу брзину након око 12 секунди, за које време ће пасти око 450 m (1.500 стопа).
Слободно падање на Месецу је демонстрирао астронаут Дејвид Скот 2. августа 1971. Он је истовремено пустио чекић и перо са исте висине изнад површине Месеца. И чекић и перо су пали истом брзином и ударили у површину у исто време. Ово је показало Галилејево откриће да, у одсуству отпора ваздуха, сви објекти доживљавају исто убрзање услед гравитације. На Месецу је, међутим, гравитационо убрзање приближно 1,63 m/s2, или само око 1⁄6 оног Земљи.

## Слободни пад у Њутновој механици

### Јединствено гравитационо поље без отпора ваздуха
Ово је „уџбенички“ случај вертикалног кретања објекта који пада на малу удаљеност близу површине планете. То је добра апроксимација у ваздуху све док је сила гравитације на објекат много већа од силе отпора ваздуха, или еквивалентно, брзина објекта је увек много мања од крајње брзине (погледајте испод).
{\displaystyle v(t)=v_{0}-gt\,}
{\displaystyle y(t)=v_{0}t+y_{0}-{\frac {1}{2}}gt^{2}}
где је
{\displaystyle v_{0}\,} иницијална брзина (m/s).
{\displaystyle v(t)\,} је вертикална брзина у односу на време (m/s).
{\displaystyle y_{0}\,} је почетна висина (m).
{\displaystyle y(t)\,} је висина у односу на време (m).
{\displaystyle t\,} је протекло време (s).
{\displaystyle g\,} је убрзање услед гравитације (9,81 m/s2 близу површине земље).
Ако је почетна брзина нула, тада ће растојање падања од почетне позиције расти као квадрат протеклог времена. Штавише, пошто се непарни бројеви збрајају у савршене квадрате, растојање падања у узастопним временским интервалима расте као непарни бројеви. Овај опис понашања тела која падају дао је Галилеј.

### Јединствено гравитационо поље са отпором ваздуха
Овај случај, који се односи на падобранце или било које тело масе, {\displaystyle m}, и површину попречног пресека, {\displaystyle A}, са Рејнолдсовим бројем знатно изнад критичног Рејнолдсовог броја, тако да је отпор ваздуха пропорционалан квадрату брзине пада, {\displaystyle v}, има једначину кретања
{\displaystyle m{\frac {\mathrm {d} v}{\mathrm {d} t}}=mg-{\frac {1}{2}}\rho C_{\mathrm {D} }Av^{2}\,,}
где је {\displaystyle \rho } густина ваздуха и {\displaystyle C_{\mathrm {D} }} је коефицијент отпора, за који се претпоставља да је константан, иако ће генерално зависити од Рејнолдсовог броја.
Под претпоставком да објекат пада из мировања и нема промене у густини ваздуха са висином, решење је:
{\displaystyle v(t)=v\tanh \left({\frac {gt}{v}}\right),}
где је терминална брзина дата са
{\displaystyle v_{\infty }={\sqrt {\frac {2mg}{\rho C_{D}A}}}\,.}
Брзина објекта у односу на време се може интегрисати током времена да би се пронашла вертикална позиција као функција времена:
{\displaystyle y=y_{0}-{\frac {v_{\infty }^{2}}{g}}\ln \cosh \left({\frac {gt}{v_{\infty }}}\right).}
Користећи цифру од 56 m/s за крајњу брзину човека, налази се да ће после 10 секунди пасти 348 метара и достићи 94% крајње брзине, а након 12 секунди ће пасти 455 метара и да ће достићи 97% терминалне брзине. Међутим, када се не може претпоставити да је густина ваздуха константна, као што је за објекте који падају са велике висине, једначину кретања је много теже аналитички решити и обично је неопходна нумеричка симулација кретања. На слици су приказане силе које делују на метеороиде који падају кроз горњу Земљину атмосферу. У ову категорију спадају и ХАЛО скокови, укључујући рекордне скокове Џоа Китингера и Феликса Баумгартнера.

### Инверзно-квадратни закон гравитационог поља
Може се рећи да су два објекта у простору, који круже један око другог у одсуству других сила, у слободном паду један око другог, нпр. да Месец или вештачки сателит „пада око“ Земље, или планета „пада око“ Сунца. Претпостављање сферних објеката значи да је једначина кретања вођена Њутновим законом универзалне гравитације, при чему су решења гравитационог проблема два тела елиптичке орбите у складу са Кеплеровим законима планетарног кретања. Ову везу између падајућих објеката близу Земље и орбиталних објеката најбоље илуструје мисаони експеримент, Њутново топовско ђуле.
Кретање два објекта који се радијално крећу један према другом без угаоног момента може се сматрати посебним случајем елиптичне орбите ексцентрицитета e = 1 (радијална елиптична путања). Ово омогућава да се израчуна време слободног пада за два тачкаста објекта на радијалној путањи. Решење ове једначине кретања даје време као функцију раздвајањем:
{\displaystyle t(y)={\sqrt {\frac {{y_{0}}^{3}}{2\mu }}}\left({\sqrt {{\frac {y}{y_{0}}}\left(1-{\frac {y}{y_{0}}}\right)}}+\arccos {\sqrt {\frac {y}{y_{0}}}}\right),}
где
{\displaystyle t} је време након почетка пада
{\displaystyle y} је растојање између центара тела
{\displaystyle y_{0}} је почетна вредност {\displaystyle y}
{\displaystyle \mu =G(m_{1}+m_{2})} је стандардни гравитациони параметар.
Заменом {\displaystyle y=0} добија се време слободног пада.
Раздвајање као функција времена је дато инверзном једначином. Инверзни облик је тачно представљен аналитичким степеним редом:
{\displaystyle y(t)=\sum _{n=1}^{\infty }\left[\lim _{r\to 0}\left({\frac {x^{n}}{n!}}{\frac {\mathrm {d} ^{\,n-1}}{\mathrm {d} r^{\,n-1}}}\left[r^{n}\left({\frac {7}{2}}(\arcsin({\sqrt {r}})-{\sqrt {r-r^{2}}})\right)^{-{\frac {2}{3}}n}\right]\right)\right].}
Процена овога даје:
{\displaystyle y(t)=y_{0}\left(x-{\frac {1}{5}}x^{2}-{\frac {3}{175}}x^{3}-{\frac {23}{7875}}x^{4}-{\frac {1894}{3031875}}x^{5}-{\frac {3293}{21896875}}x^{6}-{\frac {2418092}{62077640625}}x^{7}-\cdots \right)\ ,}
где је
{\displaystyle x=\left[{\frac {3}{2}}\left({\frac {\pi }{2}}-t{\sqrt {\frac {2\mu }{{y_{0}}^{3}}}}\right)\right]^{2/3}.}